# Skeletour
Die Skeletour 2025 ist eine Tournee der schwedischen Heavy-Metal-Band Ghost.

## Entstehung
Am 28. Oktober 2024 kündigten Ghost eine 53 Termine umfassende Welttournee an, um ihr Album Skeletá zu präsentieren, dessen Veröffentlichung für den 25. April 2025 geplant ist. Die Tournee umfasst 25 Termine in Europa und 28 in Nordamerika. Die Tournee begann mit den Europakonzerten am 15. April 2025 im englischen Manchester bis zum  24. Mai 2025 in Oslo. Es folgten die Termine in Nordamerika vom 9. Juli 2025 in Baltimore bis zum 24. September 2025 in Mexiko-Stadt. Sämtliche Konzerte werden laut der Band ein „handyfreies Erlebnis“ sein. Sämtliche Handys, Apple Watches und andere Kommunikationsgeräte werden in einem Säckchen der Firma Yondr verstaut und magnetisch verschlossen. Bereits wenige Tage nach der Ankündigung wurde die Tournee um ein zweites Konzert in Mexiko-Stadt ergänzt. Ghosts Sänger Tobias Forge trat bei dieser Tournee als Papa V Perpetua auf.
Zum Thema des Handyverbots erklärte Sänger Tobias Forge, dass diese Entscheidung nichts mit Urheberrechtskontrolle zu tun habe oder dass die Band Material zurückhalten wolle. Bei den Konzerten in Inglewood am 11. und 12. September 2023, bei denen der Konzertfilm Rite Here Rite Now mitgeschnitten wurde, gab es bereits ein Handyverbot. Dies führte laut Forge dazu, dass die Band so ein „engagiertes und glückliches“ Publikum hatte. Es wäre Jahre her gewesen, dass Ghost so ein engagiertes Publikum hatte, bei dem alle tatsächlich die Show gesehen haben. Im Gegensatz zu früheren Tourneen verzichteten Ghost auf eine Vorgruppe. Parallel zur Tour starteten Ghost ihren Vlog Ghoulbangers Ball, dessen Titel an die MTV-Sendung Headbangers Ball angelehnt ist und von dessen Moderatorin Vanessa Warwick moderiert wird. Das für den 30. April 2025 geplante Konzert in Madrid musste abgesagt werden, da der Veranstaltungsort nicht in der Lage war, „das Gewicht und die Größe der Produktion sicher unterzubringen“. Eine kurzfristige Verlegung in die Movistar Arena scheiterte.
Unmittelbar vor jedem Konzert wurden die Lieder Uti vår hage von Sven-Bertil Taube, Klara stjärnor von Jan Johansson und Miserere Mei, Deus von Gregorio Allegri gespielt. Nach dem letzten Lied liefen noch Sorrow in the Wind von Emmylou Harris und Så länge skutan kan gå von Per Myrberg vom Band.

## Konzerte
Ausgefallene Termine sind rot unterlegt.

### Europa 2025
| Datum     | Stadt             | Veranstaltungsort         |
| --------- | ----------------- | ------------------------- |
| 15. April | Manchester        | AO Arena                  |
| 16. April | Glasgow           | OVO Hydro                 |
| 19. April | London            | The O2 Arena              |
| 20. April | Birmingham        | Utilita Arena             |
| 22. April | Antwerpen         | Sportpaleis               |
| 23. April | Frankfurt am Main | Festhalle                 |
| 24. April | München           | Olympiahalle              |
| 26. April | Lyon              | LDLC Arena                |
| 27. April | Toulouse          | Zénith Toulouse Métropole |
| 29. April | Lissabon          | MEO Arena                 |
| 30. April | Madrid            | Palacio Vistalegre        |
| 3. Mai    | Zürich            | Hallenstadion             |
| 4. Mai    | Mailand           | Unipol Forum              |
| 7. Mai    | Berlin            | Uber Arena                |
| 8. Mai    | Amsterdam         | Ziggo Dome                |
| 10. Mai   | Łódź              | Atlas Arena               |
| 11. Mai   | Prag              | O2 Arena                  |
| 13. Mai   | Paris             | Accor Arena               |
| 14. Mai   | Oberhausen        | Rudolf Weber-Arena        |
| 15. Mai   | Hannover          | ZAG-Arena                 |
| 17. Mai   | Kopenhagen        | Royal Arena               |
| 20. Mai   | Tampere           | Nokia-areena              |
| 21. Mai   | Linköping         | Saab Arena                |
| 23. Mai   | Sandviken         | Göransson Arena           |
| 24. Mai   | Oslo              | Oslo Spektrum             |

### Nordamerika 2025
| Datum         | Stadt         | Veranstaltungsort          |
| ------------- | ------------- | -------------------------- |
| 9. Juli       | Baltimore     | CFG Bank Arena             |
| 11. Juli      | Atlanta       | State Farm Arena           |
| 12. Juli      | Tampa         | Amalie Arena               |
| 13. Juli      | Miami         | Kaseya Center              |
| 15. Juli      | Raleigh       | Lenovo Center              |
| 17. Juli      | Cleveland     | Rocket Mortgage FieldHouse |
| 18. Juli      | Pittsburgh    | PPG Paints Arena           |
| 19. Juli      | Philadelphia  | Wells Fargo Center         |
| 21. Juli      | Boston        | TD Garden                  |
| 22. Juli      | New York City | Madison Square Garden      |
| 24. Juli      | Detroit       | Little Caesars Arena       |
| 25. Juli      | Louisville    | KFC Yum! Arena             |
| 26. Juli      | Nashville     | Bridgestone Arena          |
| 28. Juli      | Grand Rapids  | Van Andel Arena            |
| 29. Juli      | Milwaukee     | Fiserv Forum               |
| 30. Juli      | St. Louis     | Enterprise Center          |
| 1. August     | Rosemont      | Allstate Arena             |
| 2. August     | Saint Paul    | Xcel Energy Center         |
| 3. August     | Omaha         | CHI Health Center          |
| 5. August     | Kansas City   | T-Mobile Center            |
| 7. August     | Denver        | Ball Arena                 |
| 9. August     | Las Vegas     | MGM Grand Garden Arena     |
| 10. August    | San Diego     | Viejas Arena               |
| 11. August    | Phoenix       | Footprint Center           |
| 14. August    | Austin        | Moody Center               |
| 15. August    | Fort Worth    | Dickies Arena              |
| 16. August    | Houston       | Toyota Center              |
| 24. September | Mexiko-Stadt  | Palacio de los Deportes    |
| 25. September | Mexiko-Stadt  | Palacio de los Deportes    |

## Setlists
Ghost (15. April 2025)
1. Peacefield
2. Lachryma
3. Spirit
4. From the Pinnacle to the Pit
5. Majesty
6. The Future Is a Foreign Land
7. Devil Church
8. Cirice
9. Darkness at the Heart of My Love
10. Satanized
11. Ritual
12. Umbra
13. Year Zero
14. Spöksonat
15. He Is
16. Rats
17. Kiss the Go-Goat
18. Mummy Dust
19. Monstrance Clock
20. Mary on a Cross
21. Dance Macabre
22. Square Hammer

## Persönlichkeiten
Ghost
- Papa V Perpetua – Gesang
- A Nameless Ghoul – Gitarre
- A Nameless Ghoul – Gitarre
- A Nameless Ghoul – Bass
- A Nameless Ghoul – Keyboards
- A Nameless Ghoul – Schlagzeug